# Jean de Thais
Jean de Thais, fils d’Aimery de Thais et de Françoise de la Ferté (né vers la fin du XVe siècle – mort en 1553 au siège d'Hesdin, Pas-de-Calais, France), est un seigneur français de la Renaissance et un grand officier de la couronne de France. Il a servi le roi François Ier à qui il a dû ses promotions en tant que colonel général de l'infanterie en 1544 et grand maître de l'artillerie de France en 1546, avant d’être déchu en 1547 par Henri II.

## Biographie
Jean de Thais est le fils d'Aimery, seigneur de Thais et de Sepmes (lui-même fils de Jacques, seigneur de Thais et de Boissière et de Françoise d’Aloigny, dame de Sepmes) et de Françoise de la Ferté. La date de sa naissance n’est pas connue, mais il serait né au château de Thais, dans la commune de Sorigny, dans les dernières années du XVe siècle. Il a pour sœur Jeanne qui épousa le 24 avril 1529 Louis Brossin, seigneur de Méré en Touraine et de Sepmes, chevalier de l’ordre du roi, et qui mourut en 1572.
Jean épousa Charlotte de Mailly (fille d’Antoine de Mailly, seigneur d’Auchy et de la Neuville-le-Roy et de Marie d’Yaucourt, et qui se remaria à François, seigneur de Soyecourt). Les époux eurent pour enfant Charlotte, qui épousa en premières noces Claude des Essars, seigneur de Sautour, et en secondes noces René dit le comte de Sansay, vicomte héréditaire de Poitou.
Jean de Thais va cumuler plusieurs charges durant sa vie, traduisant une évolution de carrière impressionnante sous le règne de François Ier. En 1529 il devient panetier ordinaire du roi. 

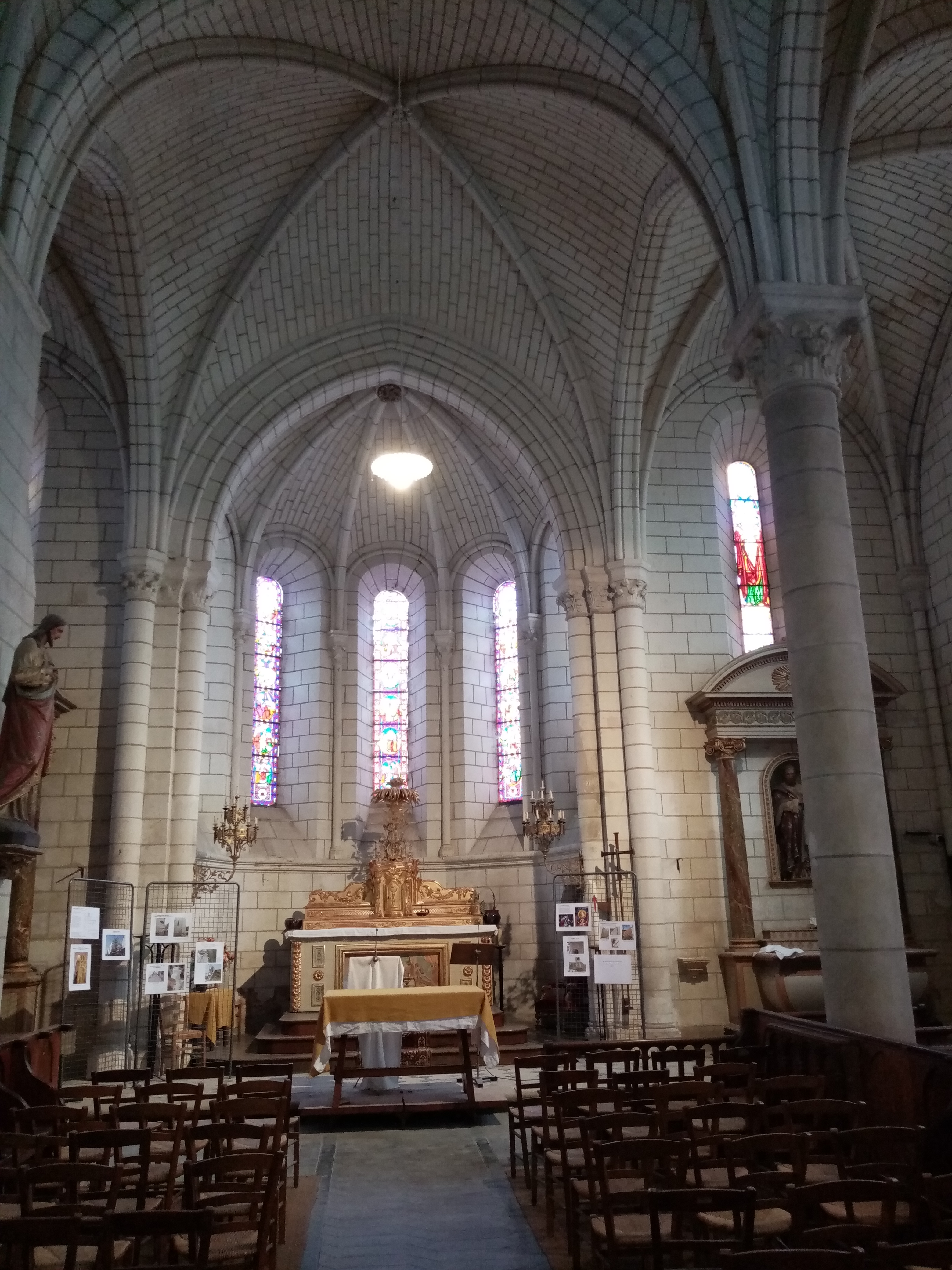
Chœur de l'église de Sepmes où repose Jean de Taix. L'emplacement précis n'est pas connu.

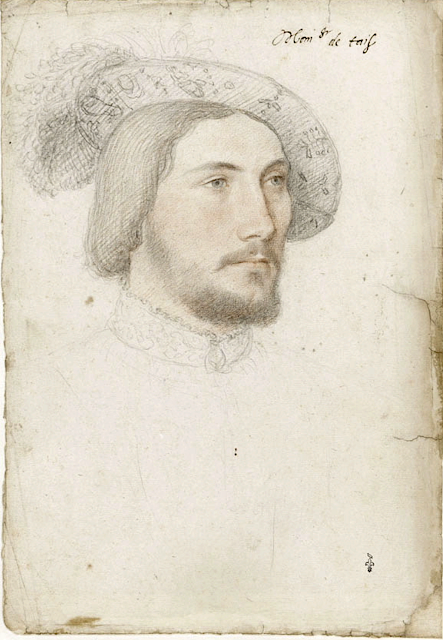
Jean de Thais dans les années 1530- Dessin de Jean Clouet

En 1530 il est un des six chevaliers choisis par le roi pour défendre un pas d'armes lors de l’entrée de la reine Éléonore d'Autriche. 
En 1534 il devient gentilhomme de la Chambre du roi. Le roi l'envoya alors en ambassade à Ferrare en 1534, puis à Rome en 1538 et à Turin en 1543. 
Il se distingue à la bataille de Cérisoles le 11 avril 1544 (un carnage), puis lors de la campagne de Montferrat et au siège de Boulogne. Le 21 mai, le Roi suspend la charge de connétable portée par Anne de Montmorency et confie la direction de l'état-major à des colonels généraux. Le 1er octobre 1544, « Monsieur de Tays eut cet honneur d’estre esleu et faict du Roy François Couronnel général de l’Infanterie Française, tant en deça que delà les montz ». Il est le premier titulaire de ce grade. Il est également fait chevalier de l’Ordre de Saint-Michel. C’est probablement durant cette période qu’il est pourvu du gouvernorat et de la maîtrise des eaux et forêt de Loches. Le 21 janvier 1546, il devient  grand maître de l'artillerie de France. 
La mort du roi François Ier le 31 mars 1547 et l'arrivée au pouvoir d’Henri II, roi sous l’influence de sa maîtresse Diane de Poitiers, vont mettre un terme à la carrière militaire de Jean de Thais. D’après Jean-Louis Chalmel, celle-ci fut non seulement due à ses mérites, mais aussi en partie à l’appui de la duchesse d’Étampes, Anne de Pisseleu, qui eut une influence certaine sur le roi François Ier. « Or le Roy estant mort, tout ainsi qu’une dame avoit faict et eslevé ledict Monsieur de Taix, fut par une autre dame aussi desfaict et desappoincté, Monsieur le Connétable Anne de Montmorency y aidant aussi un peu, disoit-on… ». 
Il fut donc déchu de son titre de maître et capitaine général de l’artillerie le 11 avril 1547, remplacé par Charles de Cossé, seigneur de Brissac, et perdit également son titre de colonel et capitaine général de l’infanterie française le 29 avril 1547 au profit de Gaspard de Coligny, seigneur de Châtillon. Jean de Thais conserve ses charges lochoises, exception faîte de l’office de maître des Eaux et forêts de Loches laissé vacant par sa résignation faite au profit d’Honorat de Savoie, comte de Villars, chevalier de l’ordre.
En 1552, Antoine de Bourbon, duc de Vendôme, obtint du roi de rappeler Jean de Thais pour son expérience militaire. Il reprit du service comme simple officier, et mourut au siège de Hesdin le 19 décembre 1553. Il fut inhumé dans le chœur de l’église de Sepmes.

## Étymologie

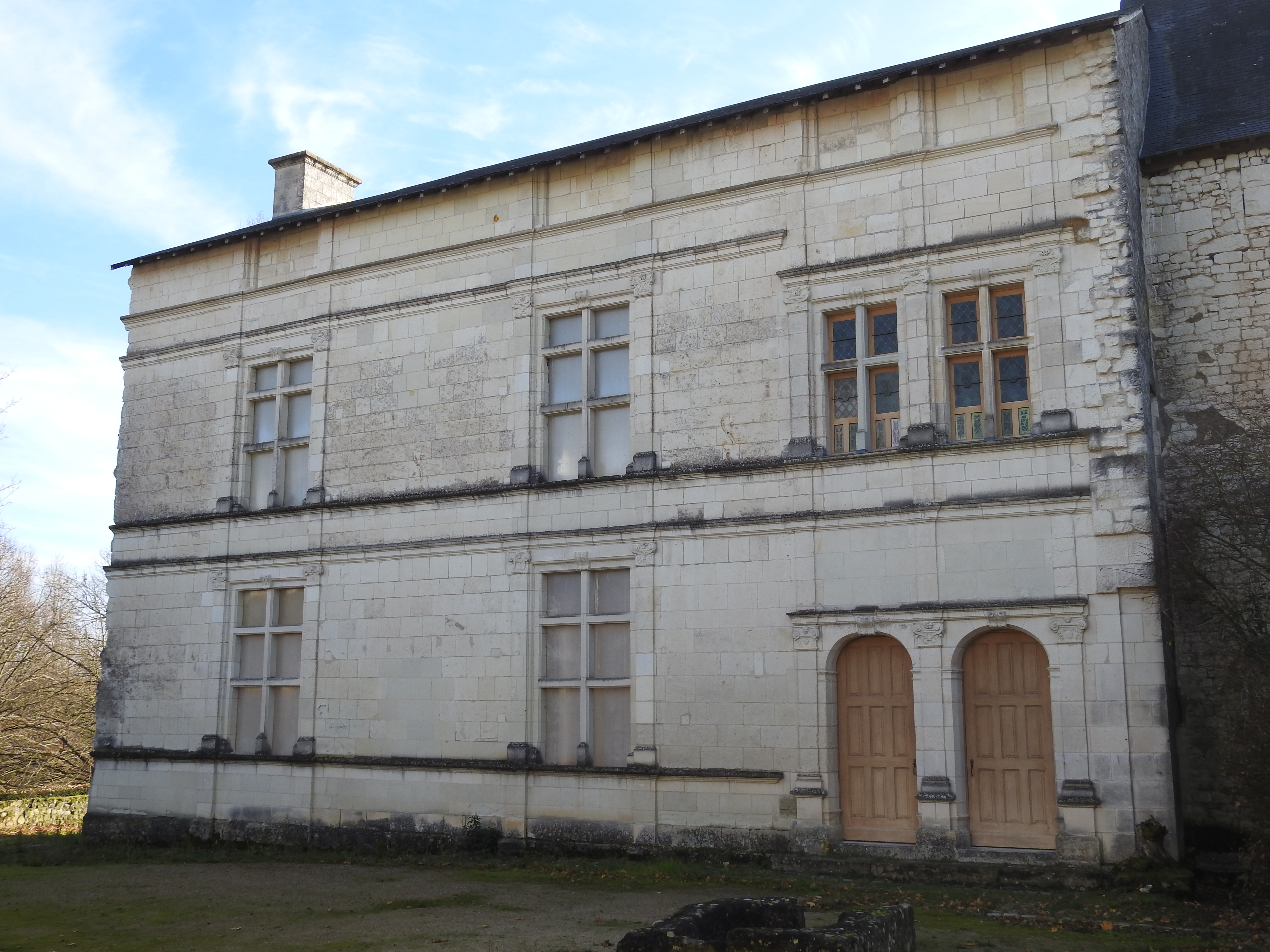
Château de Sepmes, façade nord-ouest, côté cour. Jean de Thais était seigneur de Sepmes

Le nom Thais s'écrit de bien des manières : Taix, Thaix, Tais, Thaïs, Thays, Tays, Taiz, Thayz etc. L’historiographie moderne indique la présence de deux familles de Thais dans la région : les Gédouins de Thaix, originaires d’Izeure-sur-Creuse et la famille de Thais, originaire de Sorigny. C’est à cette dernière famille que Jean de Thais est rattaché.

## Dans la littérature et dans l'art
Jean de Taix est cité dans la Princesse de Clèves de Madame de La Fayette : « Le comte de Taix, grand maître de l'artillerie, qui ne l'aimoit pas [Diane de Poitiers], ne put s'empècher de parler de ses galanteries, et surtout de celle du comte de Brissac, dont le roi avoit eu déjà beaucoup de jalousie, néanmoins, elle fit si bien, que le comte de Taix fut disgracié; on lui ôta sa charge, et fait presque incroyable, elle la fit donner au comte de Brissac, et l'a fait ensuite maréchal de France. »
On connaît quatre portraits de Jean de Taix  : trois dessins par Jean et par François Clouet et un tableau par Corneille de Lyon,.